# Hippeastrum vanleestenii
Hippeastrum vanleestenii är en amaryllisväxtart som först beskrevs av Hamilton Paul Traub, och fick sitt nu gällande namn av Harold Emery Moore. Hippeastrum vanleestenii ingår i släktet amaryllisar, och familjen amaryllisväxter. Inga underarter finns listade i Catalogue of Life.